# Varvásaina
Varvásaina är en ort i Grekland.   Den ligger i prefekturen Nomós Ileías och regionen Västra Grekland, i den södra delen av landet, 200 km väster om huvudstaden Aten. Varvásaina ligger 85 meter över havet och antalet invånare är 1 280.
Terrängen runt Varvásaina är platt åt sydväst, men åt nordost är den kuperad. Runt Varvásaina är det ganska tätbefolkat, med 52 invånare per kvadratkilometer. Närmaste större samhälle är Pýrgos, 5,3 km väster om Varvásaina. Trakten runt Varvásaina består till största delen av jordbruksmark.